# Кубок Іспанії з футболу 1934
Кубок Іспанії з футболу 1934 — 34-й розіграш кубкового футбольного турніру в Іспанії. Титул вшосте здобув Мадрид. 

## Календар
| Раунд        | Дата                                             | Матчі | Клуби   |
| ------------ | ------------------------------------------------ | ----- | ------- |
| Перший раунд | 11/18 березня/ 20-21 березня 1934 (перегравання) | 24+2  | 28 → 16 |
| 1/8 фіналу   | 25 березня/1 квітня 1934                         | 16    | 16 → 8  |
| 1/4 фіналу   | 8/15 квітня/ 18-20 квітня 1934 (перегравання)    | 8+1+1 | 8 → 4   |
| 1/2 фіналу   | 22/29 квітня 1934                                | 4     | 4 → 2   |
| Фінал        | 6 травня 1934                                    | 1     | 2 → 1   |

## Перший раунд
| Команда 1              | Заг. | Команда 2          | 1-й матч | 2-й матч |
| ---------------------- | ---- | ------------------ | -------- | -------- |
| 11/18 березня 1934     |      |                    |          |          |
| Еспаньйол              | 7:2  | Расінг (Ферроль)   | 7:1      | 0:1      |
| Сабадель               | 3:3  | Сельта             | 2:1      | 1:2      |
| Баракальдо             | 4:6  | Спортінг (Хіхон)   | 2:3      | 2:3      |
| Тенерифе               | 4:6  | Еркулес            | 1:4      | 3:2      |
| Осасуна                | 3:1  | Атлетіко (Мадрид)  | 2:0      | 1:1      |
| Бетіс                  | 3:1  | Леванте            | 2:1      | 1:0      |
| КД Логроньйо           | 0:3  | Мурсія             | 0:0      | 0:3      |
| Сеута Спорт            | 3:8  | Севілья            | 3:3      | 0:5      |
| Валенсія               | 9:7  | Расінг (Сантандер) | 7:1      | 2:6      |
| Сарагоса               | 1:1  | Аренас Клуб Гечо   | 1:0      | 0:1      |
| Констанція             | 0:3  | Барселона          | 0:1      | 0:2      |
| Депортіво (Ла-Корунья) | 5:1  | Рекреатіво Онуба   | 5:0      | 0:1      |

Перегравання
| Команда 1       | Рахунок | Команда 2        |
| --------------- | ------- | ---------------- |
| 20 березня 1934 |         |                  |
| Сарагоса        | 2:1     | Аренас Клуб Гечо |
| 21 березня 1934 |         |                  |
| Сабадель        | 2:4     | Сельта           |

## 1/8 фіналу
| Команда 1                | Заг. | Команда 2        | 1-й матч | 2-й матч |
| ------------------------ | ---- | ---------------- | -------- | -------- |
| 25 березня/1 квітня 1934 |      |                  |          |          |
| Барселона                | 7:4  | Севілья          | 5:1      | 2:3      |
| Ов'єдо                   | 6:0  | Доностія         | 4:0      | 2:0      |
| Осасуна                  | 1:8  | Мадрид           | 0:3      | 1:5      |
| Депортіво (Ла-Корунья)   | 0:3  | Еркулес          | 0:1      | 0:2      |
| Сельта                   | 4:5  | Еспаньйол        | 3:2      | 1:3      |
| Атлетік (Більбао)        | 10:2 | Сарагоса         | 5:0      | 5:2      |
| Мурсія                   | 3:9  | Валенсія         | 1:3      | 2:6      |
| Бетіс                    | 3:1  | Спортінг (Хіхон) | 3:0      | 0:1      |

## 1/4 фіналу
| Команда 1        | Заг. | Команда 2         | 1-й матч | 2-й матч |
| ---------------- | ---- | ----------------- | -------- | -------- |
| 8/15 квітня 1934 |      |                   |          |          |
| Мадрид           | 2:2  | Атлетік (Більбао) | 1:1      | 1:1      |
| Барселона        | 3:4  | Бетіс             | 1:2      | 2:2      |
| Ов'єдо           | 8:7  | Еспаньйол         | 5:2      | 3:5      |
| Еркулес          | 2:4  | Валенсія          | 2:1      | 0:3      |

Перегравання
| Команда 1      | Рахунок | Команда 2         |
| -------------- | ------- | ----------------- |
| 18 квітня 1934 |         |                   |
| Мадрид         | 2:2     | Атлетік (Більбао) |
| 20 квітня 1934 |         |                   |
| Мадрид         | 3:0     | Атлетік (Більбао) |

## 1/2 фіналу
| Команда 1         | Заг. | Команда 2 | 1-й матч | 2-й матч |
| ----------------- | ---- | --------- | -------- | -------- |
| 22/29 квітня 1934 |      |           |          |          |
| Бетіс             | 1:4  | Мадрид    | 0:2      | 1:2      |
| Валенсія          | 5:3  | Ов'єдо    | 2:2      | 3:1      |

## Фінал
| 6 травня 1934 |

| Мадрид                 | 2:1      | Валенсія     |
| ---------------------- | -------- | ------------ |
| Іларіо 71' Ласкано 73' | Протокол | Віланова 48' |

| Монжуїк, Барселона Глядачів: 42 000 Арбітр: Агустін Вілальта |